# Hilario Camacho
Hilario Camacho Velilla (Madrid, 8 de junio de 1948 - Ibíd., 16 de agosto de 2006) fue un cantautor español.

## Carrera musical

### Comienzos
Camacho nació en el barrio madrileño de Chamberí. A los catorce años obtuvo su primera guitarra y a los quince compuso su primera canción. Mientras cursaba estudios universitarios de Economía, se incorporó al colectivo Canción del Pueblo junto a otros cantautores como Elisa Serna, Adolfo Celdrán, Ignacio Fernández-Toca o Carmina Álvarez y al que más adelante se unió también Manuel Toharia y Julia León. El acto fundacional de este grupo tuvo lugar en un concierto en noviembre de 1967 en el Instituto Ramiro de Maeztu de Madrid. Desde entonces amplían el ámbito universitario al que habían limitado sus actuaciones. 
Este grupo supuso un fenómeno paralelo a la nova cançó catalana aunque, tal y como ellos declaraban, «sin la financiación y el apoyo de la burguesía como en Cataluña». Ese mismo año 1967, se creó la sociedad anónima Editorial Universitaria Madrileña (Edumsa), que produjo discos del colectivo musical Canción del Pueblo con el título unitario de Ensayo.

### Proyecto en solitario
Abandonó sus estudios de Económicas y se dedicó a recorrer Suecia, Inglaterra y Holanda con su guitarra, según el propio Camacho, «procurando resolver el problema de la existencia». Regresa a España para realizar el servicio militar y comienza su trayectoria profesional en 1971 con el álbum A pesar de todo, en el que se incluye una de sus canciones más populares: Los cuatro luceros.
En 1974 grabó su segundo disco, De paso y después La estrella del alba, un trabajo que fue tildado como obra de transición, más maduro y profesional. Obtuvo uno de sus mayores éxitos en 1985 con la publicación del álbum Tristeza de amor, contenedor de la canción que servía de entrada a la serie del mismo nombre y que consiguió grandes cifras de audiencia en TVE.
En enero de 1989 colabora con el Gran Wyoming, Moncho Alpuente, Joaquín Sabina, Luis Eduardo Aute y Luis Pastor en Todos por el humo, proyecto que se erigió en protesta ante lo que consideraban como excesivo proteccionismo del Estado de los no fumadores. Participó en conciertos de diversos eventos como la Exposición Universal de Sevilla en agosto de 1992, el Encuentro de Cantautores de Orense en septiembre de 1993 con motivo del Xacobeo, la I Semana de la Canción de Autor en junio de 1995 o el Día Mundial de la Música en junio de 1996, sucediéndose estos dos últimos eventos en Madrid. En sus más de 30 años de carrera publicó diez discos y escribió 210 canciones. 
Se suicidó en su domicilio de Madrid el 16 de agosto de 2006.

### Colaboraciones
Compuso para artistas como Joaquín Sabina (¡Taxi!, Whisky sin soda, Negra noche...), Pablo Guerrero, Luz Casal, Pedro Ruy-Blas (La niña de los Montoya, La cometa) o Maria del Mar Bonet.
Colaboró con el grupo Cucharada de Manolo Tena, tanto en actuaciones en directo como en composiciones (Made in USA, No soy formal, la primera de ellas con Moncho Alpuente y ambas en el disco El limpiabotas que quería ser torero de 1979). También trabajó con Martirio y con grupos de teatro.
Algunas de sus obras más conocidas son las canciones que compuso para la serie de animación David el Gnomo. También colaboró y participó (1979) en el primer disco del grupo catalán-valenciano Pernil Latino, poniendo su voz en canciones como "Rumba-Tango De La Mar Brutal", junto a músicos como Coto Aldas. En 2004 inicia su colaboración en los Encuentros de creación afectiva de Ecocentro Madrid, encuentros dirigidos por su amigo y colaborador en múltiples composiciones, Carlos Villarrubia.

## Homenaje y reconocimiento
Tras su fallecimiento, el 23 de octubre de 2006 se celebró un concierto gratuito en memoria del cantautor en el Teatro Lope de Vega de Madrid, con la colaboración de artistas como Luis Eduardo Aute, Kiko Veneno, Miguel Ríos, Caco Senante, Manolo Tena o Javier Álvarez.

## Colaboraciones cinematográficas
Su música ha sido utilizada en las siguientes películas:
- Manuela (1975), de Gonzalo García-Pelayo.
- Una pequeña movida (1982), de Vicente Sainz.[15]
- Ese veneno en Lola (1986), de Bigas Luna.
- El peso del mundo es amor en Eres mi héroe (2003), de Antonio Cuadri.[16]

También ha aparecido como intérprete en Autopsia, una película que Juan Logar grabó en 1973.

## Discografía
- Hilario Camacho en Discogs

### Singles
- 1967: Ensayo 2 (incluye dos poemas de Nicolás Guillén: El son del desahucio y El fusilamiento)

### Estudio
- 1972: A pesar de todo
- 1975: De paso
- 1977: La estrella del alba
- 1981: La mirada del espejo
- 1986: Subir, subir
- 1986: Gran ciudad (incluye el tema de la serie de TV Tristeza de amor)
- 1990: El mercader del tiempo
- 1997: En concierto (incluye dos temas nuevos)
- 1998: Lunático Veneno
- 2003: No cambies por nada
- 2006: Una mirada diferente (regrabación de 15 temas)